# 九龍巴士32H線
九龍巴士32H線，由九巴營辦，是一條來往象山及荔枝角，途經石圍角、仁濟醫院、楊屋道（樂悠居）、大窩口邨、葵涌邨、葵盛圍、葵芳及荔景（荔景邨、瑪嘉烈醫院及清麗苑）的日間巴士路線。
九巴開辦此「社區醫院專線」之目的，在於方便上述地區的居民往返仁濟醫院及瑪嘉烈醫院，並推動無障礙運輸。其兩輛掛牌車均為設置兩個輪椅停放區的單層巴士。

## 歷史
現時大窩口邨、葵涌邨及葵盛圍一帶居民分別依賴新界專線小巴313及407線往返瑪嘉烈醫院，而象山邨及石圍角前往仁濟醫院主要乘搭新界專線小巴81M及82M線（而該等小巴路線並無任何低地台車輛），九龍巴士36線則需要繞經梨木樹及大窩口站，沒有直達巴士服務來往，對於行動不便的長者尤其辛苦。
適逢九巴於2007年7月1日生效的現有十年專營權於2017年6月30日屆滿，九巴承諾若成功獲批新專營權，將推出多項改善服務措施，其中包括新增兩條社區醫院專線「H」線，方便市民到聯合及仁濟醫院。
因此運輸署和九巴於2017-2018年度巴士路線計劃內，建議開辦本線，提供低地台巴士服務，方便來往仁濟醫院及瑪嘉烈醫院的乘客，為九巴為延續新專營權而承諾開辦的兩條社區醫院專線之一（另一條為14H線）。

### 路線改動沿革
- 2018年4月6日：32H線投入服務[3]。
- 2018年8月13日：往荔枝角方向加停葵涌商埸站。[4]

## 服務時間及班次
| 每日象山開 | 每日象山開 | 每日象山開 | 每日象山開 | 每日象山開 | 每日象山開 | 每日象山開 |
| ---------- | ---------- | ---------- | ---------- | ---------- | ---------- | ---------- |
| 08:00      | 08:30      | 09:30      | 10:30      | 11:30      | 12:30      | 13:30      |
| 14:30      | 15:30      | 16:30      | 17:30      | 18:30      | 19:30      |            |

| 每日荔枝角開 | 每日荔枝角開 | 每日荔枝角開 | 每日荔枝角開 | 每日荔枝角開 | 每日荔枝角開 | 每日荔枝角開 |
| ------------ | ------------ | ------------ | ------------ | ------------ | ------------ | ------------ |
| 09:30        | 10:30        | 11:30        | 12:30        | 13:30        | 14:30        | 15:30        |
| 16:30        | 17:30        | 18:30        | 19:30        | 20:30        |              |              |

## 收費
全程：$7.1
| - 本線設有12歲以下小童及65歲或以上長者半價優惠。 - 65歲或以上香港居民使用「樂悠咭」，以及12歲以下合資格殘疾兒童使用「殘疾人士身份」個人八達通繳付車資，均可享有每程$2.0或半價（以較低者為準）的票價優惠；12至64歲合資格殘疾人士使用「殘疾人士身份」個人八達通（包括「樂悠咭」），以及60至64歲香港居民使用「樂悠咭」繳付車資，均可享有每程$2.0或全費（以較低者為準）的票價優惠。 - 65歲或以上長者如使用長者或一般個人八達通繳付車資，則只可享有半價優惠；12至64歲合資格殘疾人士如不使用「殘疾人士身份」個人八達通，以及60至64歲人士如不使用「樂悠咭」繳付車資，必須繳付全費。 - 乘客可以現金或八達通於上車時付款，不設找續。 - 每位成人乘客可免費攜帶最多兩名4歲以下而不佔座位的兒童乘客乘車，超額之4歲以下小童必須繳付小童車費乘車。 - 持有「九巴月票」之乘客在車票有效期內，每日可享最多10程任何九龍巴士及龍運巴士路線（包括本路線，以及聯營路線的九龍巴士／龍運巴士提供的班次；惟乘搭機場「A」及「NA」線則可享原價二七折優惠（不會計算每天10次合資格車程））；而B1線則每日可享最多各2程（不會計算每天10次合資格車程）。 - 九龍巴士、城巴、龍運巴士及陽光巴士全職員工及家屬（不包括外判職員）可免費乘搭本路線，惟必須拍職員或職員家屬八達通。 - 乘客亦可透過多元化電子支付系統（e度嘟）繳付車資，包括使用非接觸式VISA卡、JCB卡、萬事達卡、銀聯卡、美國運通、大來國際、Discover Card、Apple Pay、Google Pay、Samsung Pay、AlipayHK「易乘碼」、支付寶、WeChatHK／微信支付「搭車碼」、銀聯雲閃付「乘車碼」及BOC Pay「乘車碼」。乘客使用此付款方式，使用此支付方式的乘客可享有中途下車之分段收費，以及與其他九巴／龍運獨營路線或聯營線九巴／龍運班次之轉乘優惠，惟不適用於與非九巴／龍運路線之轉乘優惠，亦不能享有「公共交通費用補貼計劃」及「長者及合資格殘疾人士公共交通票價優惠計劃」。 |

## 用車
現時行走本線的車輛為2輛配雙輪椅位的2012年富豪B7RLE（AVC），均屬荔枝角車廠。
雖然掛牌車為設有2輛配雙輪椅位的富豪B7RLE（AVC），但亦會經常出現只有單輪椅位的巴士行走，如富豪B9TL及亞歷山大丹尼士Enviro 500MMC等。
| 車隊編號 | 車牌   |
| -------- | ------ |
| AVC65    | RK4319 |
| AVC67    | RK4247 |

## 行車路線
象山開經：象山邨西路、和宜合交匯處、三棟屋路、二陂圳路、石圍角路、蕙荃路、廟崗街、城門道、關門口街、聯仁街、楊屋道、德士古道、大窩口道、葵盛圍、大窩口道、興芳路、葵福路、荔景山路及景荔徑。
荔枝角開經：景荔徑、荔景山路、葵福路、興芳路、大窩口道、葵盛圍、大窩口道、德士古道、楊屋道、聯仁街、關門口街、城門道、西樓角路、蕙荃路、石圍角路、二陂圳路、三棟屋路、和宜合交匯處及象山邨西路。
有關本路線的具體停站請參閱資訊框